# Гай Ветий Сабиниан Юлий Хоспет
Вижте пояснителната страница за други личности с името Гай Ветий Сабиниан.
Гай Ветий Сабиниан Юлий Хоспет (на латински: Gaius Vettius Sabinianus Iulius Hospes) е политик и сенатор на Римската империя през 2 век от фамилията Ветии.
По времето на император Антонин Пий той служи като конник. Става претор и проконсул на провинция Азия, легат на III Италийски легион, легат в Галия на XIIII Близначен легион и iuridicus на Горна Панония. В Рим е praefectus aerarium Saturni, служи като управител на Долна Панония и се бие против германите. През 175 г. той е суфектконсул и управител на Далмация, става управител на Горна Панония и около 190 г. e проконсул на Африка.
Хоспет е баща на Гай Ветий Грат Сабиниан (консул 221 г.) и дядо на Гай Ветий Грат Атик Сабиниан (консул 242 г.) и Ветий Грат (консул 250 г.).